# Distretto di Sanghar
Il distretto di Sanghar (in urdu: ضلع سانگھڑ) è un distretto del Sindh, in Pakistan, che ha come capoluogo Sanghar. Nel 1998 possedeva una popolazione di 1.421.977 abitanti.